# پرتوهای پادنیمتابی

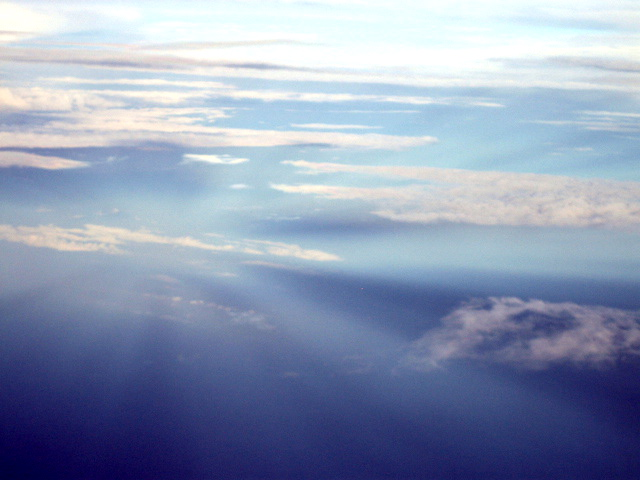
پرتوهای پادنیمتابی به نقطه پادخورشیدی می همگرایند، دید از بالا

پرتوهای پادنیمتابی همانند پرتوهای نیمتابی اند با این تفاوت که در نقطه مقابل خورشید دیده می‌شوند. این پرتوها تقریباً موازی اند ولی به دلیل ژرفانمایی (گرافیک) اینچنین به نظر می‌رسد که به نقطه پادخورشیدی می همگرایند. این پرتوها نزدیک برآمدن و  فرونشستن خورشید دیده می‌شوند. پرتوهای نیمتابی معمولاً بسیار روشن‌تر از پرتوهای پادنیمتابی استند و این بدین دلیل است که پرتوهای نیمتابی از همان سمتی دیده می‌شوند که خورشید قرار دارد.